# Huiron
 Huiron  es una población y comuna francesa, en la región de Champaña-Ardenas, departamento de Marne, en el distrito de Vitry-le-François y cantón de Vitry-le-François-Ouest.

## Demografía
| 294 | 304 | 303 | 286 | 298 | 270 |
| Para los censos de 1962 a 1999 la población legal corresponde a la población sin duplicidades (Fuente: INSEE [Consultar]) |     |     |     |     |     |